# Кострина, Ирина Дмитриевна
Ири́на Дми́триевна Кострина́ (род. 14 марта 1938, Горький) — советская и русская художница, иллюстратор книг, художник-мультипликатор, член Союза художников РФ, Союза театральных деятелей Российской Федерации. Заслуженный работник культуры Российской Федерации.

## Биография
Окончив в 1960 году Горьковское художественное училище, более 40 лет сотрудничает с Нижегородским театром кукол, занимая в настоящее время должность главного художника театра. В её послужном списке Ижевский театр кукол, Московский областной театр кукол, театр кукол Саранска, Владимира, где она была художником-постановщиком кукольных спектаклей. На её счету более 150 кукольных спектаклей в разных городах России и в Москве. Значительная часть спектаклей осуществлена в соавторстве с режиссёром Александром Мишиным. В 2009 году А. И. Мишин и И. Д. Кострина были удостоены звания лауреатов премии Нижнего Новгорода за спектакль «Кошкин дом».

И. Д. Кострина получила известность как художник-кукольник, мастер мультипликации, многие годы сотрудничая с киностудией «Союзмультфильм». По мнению писателя и сценариста Михаила Липскерова:
«Ира Кострина — сказочная художница. В её „почерке“ всегда было этакое, можно сказать, хулиганство. Она никогда не была „зверино серьезной“. Она смеялась картинками. Она была на одной волне и со мной, и с режиссёром Мишей Каменецким. Она профессионал в мультипликации.
В 1984 году фильм «Волк и телёнок», где она была художником-постановщиком, получил премию «Серебряный слон» на IV Международном фестивале детских фильмов. Этот фильм вместе с другим её фильмом «Исчезатель» в 1987 году был удостоен серебряной медали ВДНХ. Кострина отмечена дипломами анимационных конкурсов в Югославии, Буэнос-Айресе, Португалии.

Отмечается, что, будучи художником-иллюстратором многих книг, вышедших в издательствах «Малыш» и «АСТ», свой «сказочный кукольный мир художница переносит и в книжную иллюстрацию». Как вспоминает главный редактор издательства Ольга Муравьёва: 
В 1994 году издательство «Малыш» заказало Ирине Дмитриевне проиллюстрировать сказку Михаила Липскерова «Как волк телёночку мамой был». Книжечка с вырубкой по контуру, тоненькая, двадцать страничек. На каждой странице 2/3 площади занимает рисунок. Тираж книги был отпечатан и быстро распродан. С тех пор издательство много раз переиздавало сказку самостоятельно и в сборниках. Она вошла в список постоянно востребованной литературы для детей дошкольного возраста.
Работы Костриной хранятся в коллекциях ГЦТМ имени А. А. Бахрушина, Музее кукол ГАЦТК имени С. В. Образцова, Музее кино, Мемориальном музее А. С. Пушкина (Санкт-Петербург), Музее-заповеднике А. С. Пушкина (Болдино), Нижегородском краеведческом музее.

### Неполный список работ Ирины Дмитриевны Костриной (спектакли в НГАТК — Нижегородский Государственный Академический Театр Кукол)
- Красная шапочка
- Пудик ищет песенку
- Слонёнок
- Три поросёнка и волк
- Доктор Айболит
- Колобок
- Конёк-горбунок
- Кошкин дом
- Снежная королева
- Сэмбо
- Аленький цветочек
- Двенадцать месяцев
- Дикие лебеди
- Иван Царевич и Серый Волк
- Руслан и Людмила
- Садко
- Сказ о граде Лебединце
- Сказка о мёртвой царевне и о семи богатырях
- Ханума

## Фильмография

### Художник-постановщик
- 1980—1983 — «Самый маленький гном» (2—4 выпуски)
- 1984 — «Волк и телёнок»
- 1987 — «Исчезатель»
- 1988 — «Карпуша»
- 1992—1994 — «Шарман, Шарман!»